# Косте Сан Нацаро (Изернија)
Косте Сан Нацаро је насеље у Италији у округу Изернија, региону Молизе.
Према процени из 2011. у насељу је живело 32 становника. Насеље се налази на надморској висини од 270 м.